# PJ메탈
주식회사 PJ메탈(PJ Metal)은 대한민국의 알루미늄 원자재 가공기업이다.

## 역사
2010년 6월 대한전선의 계열사인 (주)알덱스의 탈산제 사업부문이 인적분할되어 설립되었다

## 같이 보기
- 삼아알미늄
- 조일알미늄